# Поход Фрасибула
Поход Фрасибула — военная кампания афинских изгнанников-демократов против олигархического режима Тридцати.
После установления режима Тридцати тиранов последние изгнали некоторых влиятельных противников олигархии — Фрасибула, Анита и Алкивиада. Фрасибул и Анит, сбежавшие в Фивы, начали собирать там своих сторонников. Демократическую оппозицию возглавил Фрасибул, который решил вооружённым путём свергнуть тиранов. Зимой 404/403 г. до н. э. Фрасибул во главе отряда примерно из 70 человек вторгся из Беотии в Аттику. Ему удалось захватить укреплённый пункт Фила. Тираны с отрядом из трёх тысяч граждан подошли к Филе. Сначала они безуспешно попытались взять крепость штурмом, а потом приступили к осаде и стали строить осадную стену. Но ночью начался густой снег, и олигархические войска отступили в город. Тогда тираны отправили к Филе спартанский гарнизон и два отряда всадников, которые заняли позицию неподалёку от Фрасибула. Между тем численность отряда демократов достигла 700 человек. Режим Тридцати всё более терял влияние в народе. Затем изгнанники напали на войска тиранов. Разгромив спартанцев и всадников, демократы вернулись в Филу.
Ощущая, что их положение только ухудшается, Тридцать решили повести переговоры с Фрасибулом. Ему предложили место в коллегии Тридцати взамен казнённого Ферамена, но он решительно отказался. Тогда тираны решили на случай поражения приобрести убежище. Они прибыли в Элевсин, обманом арестовали его жителей, привели в Афины, произвели формальный судебный процесс над ними, обвинив в связях с демократами, и казнили.
Силы Фрасибула достигли тысячи человек. С ними он в мае 403 г. до н. э. занял Пирей. Критий с войском немедленно двинулся против демократов. Отряд Фрасибула попытался не пропустить их в Пирей, но затем все их силы были стянуты в Мунихию. Тридцать тиранов стояли на левом фланге. Демократы стояли на возвышенности, олигархические войска двинулись на них. В бою пали тираны Критий и Гиппомах. Перемирие, объявленное после битвы для сбора трупов, демократы использовали как возможность вступать в контакты с противниками и убеждать их в тщетности и бессмысленности гражданской распри. 
На следующий день в Афинах Тридцать были свергнуты, и власть перешла к олигархической коллегии Десяти. Восстанавливать демократический строй афинские граждане не хотели, так как боялись мести со стороны изгнанников-демократов. Аттика по-прежнему оставалась расколотой. Стабилизации ситуации косвенно помогли события в Спарте. Там противостояли друг другу влиятельный полководец Лисандр и царь Павсаний, которого поддерживали эфоры. Законной власти в Спарте не нравилось усиление влияния Лисандра. Бежавшие в Элевсин Тридцать призвали на помощь Лисандра, а Десять — Павсания. В результате сначала в Аттику двинулся Лисандр, а затем — спартанский царь. Павсаний для виду напал на пирейских демократов и вынудил их отступить. Затем по его инициативе начались переговоры между пирейскими демократами и афинскими умеренными олигархами. Стороны пришли к соглашению о примирении на условиях обоюдной амнистии.
В сентябре Фрасибул и демократы вступили в Афины. Было принято несколько законов, запрещающих гражданам предъявлять друг другу претензии относительно того, что произошло в олигархическое правление. Амнистия не распространялась только на членов коллегий Тридцати, Десяти (правителей Пирея) и Одиннадцати (ведавшей политическим сыском). Олигархически настроенным гражданам предоставлялось право поселиться в Элевсине. На несколько лет Элевсин фактически стал независимым полисом.